# Lijst van termen onder motorrijders G-H-I
Deze lijst bevat termen die onder motorrijders worden gebruikt en beginnen met de letter G, H of I. Soms zijn dit bestaande woorden die in de "motortaal" een andere betekenis krijgen. Zie voor andere begrippen en lijsten onderaan de pagina.

## G

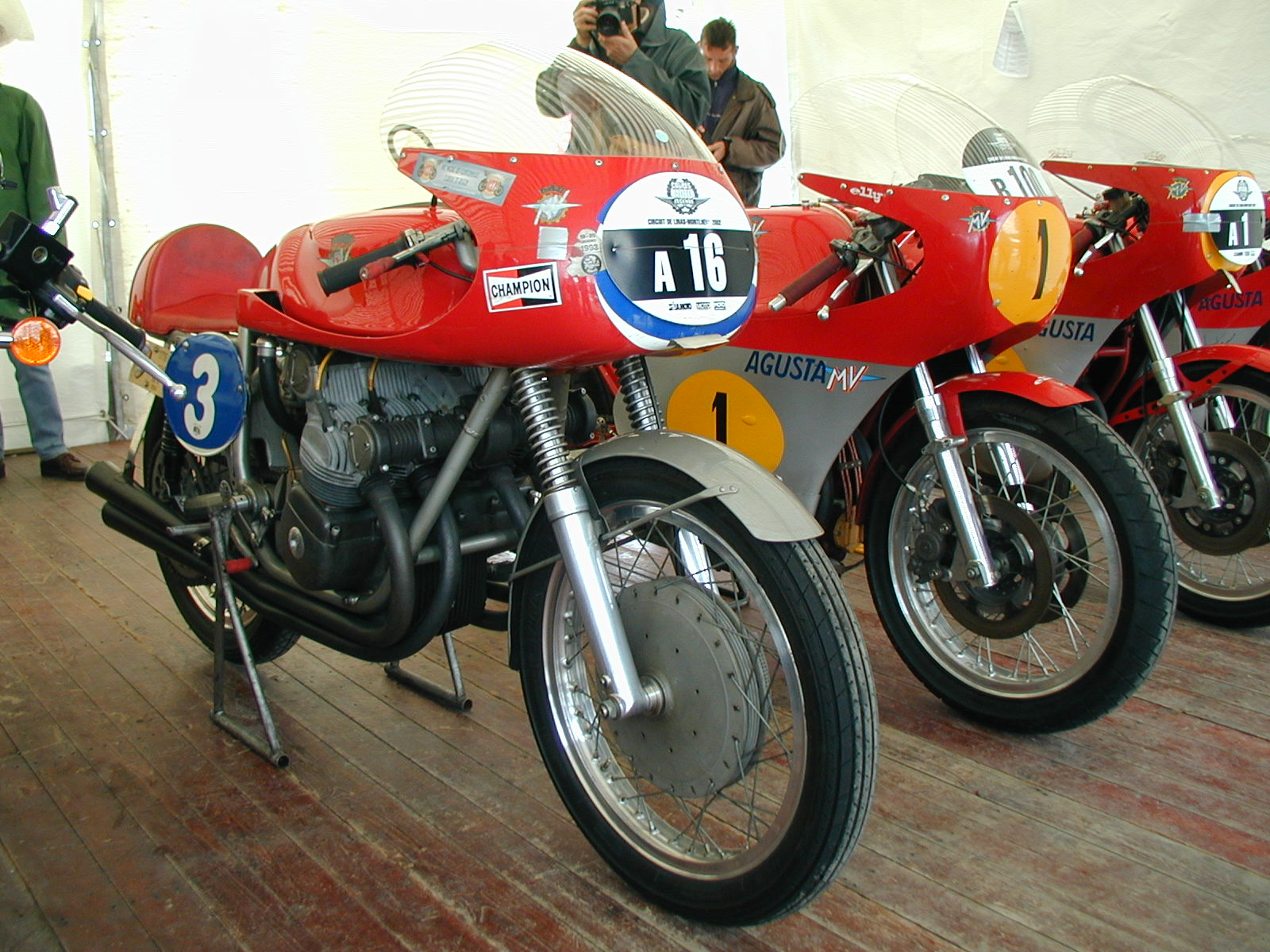
Gallarate fire engines

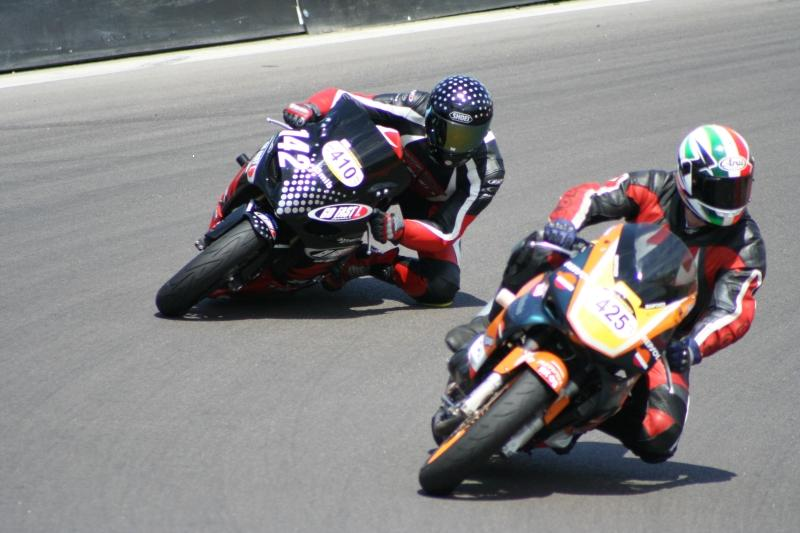
Gummen! (foto: Ramon Verweij)

Gallarate fire engine
(brandweerauto uit Gallarate) Bijnaam voor de MV Agusta-racers uit de jaren vijftig en zestig.
Garage queen
Motorfiets die zijn dagen gepoetst en afgedekt in een garage slijt.
Garbage wagon
Motorfiets die overdadig is uitgerust met accessoires. Hells Angels gebruiken de naam voor een politiemotor.
Gasfabriek
Carburateur.
Gasmask
Benaming voor de cilinderkop van de fabrieks-Norton Manx-wegracer uit 1935.
Gasser
Sprinter/Dragracer die op benzine rijdt.
Gazza
Bijnaam van wegracecoureur Gary McCoy.
Gegenläufer
(tegenloper) Bijnaam van de DKW-wegracers van 250 en 350 cc die al voor de Tweede Wereldoorlog waren ontwikkeld, maar pas in 1948 in opdracht van de Russen werden gebouwd. De machines hadden twee cilinders waarin vier zuigers tegenover elkaar waren geplaatst. Elk zuigerpaar had een eigen krukas. Bovendien zat er een compressor op. De machines verdwenen echter in de Sovjet-Unie. Een 250cc-blok dat in het geheim was gebouwd kwam in handen van de West-Duitse DKW-coureur Kurt Kuhnke die er grote successen mee behaalde, tot compressoren in 1951 verboden werden. De machine heette toen DKW 250 US.
Geht Nicht Ohne Mittreten
Bijnaam voor het 63cc-GNOM-motortje van Horex.
Gemeente-cowboy
Motoragent
Gent
zie Squariel.
Gix, Gixxer
Bijnaam voor de Suzuki GSX-R-modellen.
Go Show
zie Wild Child.
Godfather
(peetoom). Bijnaam van de sprinter/dragracer Ton Pels.
Gold Star
BSA sportmodel. De motor heette oorspronkelijk Empire Star, maar toen Wal Handley er bij de Brooklands race in 1937 een Gouden Ster mee won, paste men de naam aan. De Gouden Ster was weggelegd voor Hundred Milers, motorfietsen die een snelheid van meer dan 100 mijl per uur gemiddeld op het Brooklands circuit haalden.
Goldie
Bijnaam voor de BSA Gold Stars.
Gooseneck
(ganzenhals) heeft meerdere betekenissen
1. Verlengpijp waardoor het balhoofd meer onderuit komt te staan, om de balhoofdhoek te vergroten. Soms gebruikt bij choppers.
2. Verbindingsstang tussen motor en zijspan.
3. Gooseneck, Bocht in het circuit van het eiland Man (Snaefell Mountain Course) en circuit Cadwell Park.

Grandaddy Joe
Bijnaam voor dragracer Joe Smith, die in de jaren zeventig de veteraan onder de Amerikaanse sprint- en dragracers was.
Grande Max
zie Mad Max
Gravelrash
(Gravel-uitslag): Uiterlijk van de huid na motorongeluk met onvoldoende beschermende kleding.
Grease monkey
Monteur.
Green meanie
Bijnaam voor de - gifgroene - Kawasaki-crossers en -wegracemachines.
Grindhappen
Door een valpartij tijdens een wegrace in de grindbak terechtkomen.
Grizzly
Bijnaam van de Belgische motorcoureur Gilbert de Rudder, Belgisch kampioen in 1936 met een Saroléa.
Groot rijbewijs
Rijbewijs voor bestuurders ouder dan 21 jaar. Met dit rijbewijs mogen ook motorfietsen worden bestuurd die meer dan 25 kW (34 pk) leveren.
Grüne elefant
Bijnaam voor de Zündapp KS 601 zijspancombinatie. Deze motorfiets dankt zijn bijnaam aan de fraaie zachtgroene kleur waarin hij meestal werd geleverd. In Nederland werd de motor in een witte uitvoering ingezet door de politie. Veelal waren de motoren voorzien van zijspannen van oer-Hollandse makelij met de toepasselijke merknaam Hollandia.
De Zündapp KS 601 wordt vaak verward met het veel oudere type KS 750. Deze laatste boxermotor werd door de Wehrmacht gebruikt in de Tweede Wereldoorlog naast de BMW R75. De versie in woestijnkleuren werd ook wel Sahararad genoemd.
Gum
Groene substantie die de carburateurs verstopt als de motor lang heeft stil gestaan.
Gummen
Zeer snel door de bocht gaan (bij wegracers schuren daarbij de knee protectors over de grond en de banden laten veel rubber op de baan achter).
Gummikuh
Spotnaam voor de BMW modellen, zoals de fameuze R69S die was uitgerust met een swingvoorvork. Samen met de in de lengterichting draaiende boxermotor zorgde dit voor een merkwaardige deinende beweging van de motor tijdens snel accelereren en overschakelen, die de motor de bijnaam rubberen koe' bezorgde.
Gynaecologenstoel
Bijnaam voor customs, die al te horen was toen de eerste custom werd gepresenteerd, de Triumph X 75 Hurricane. Andere bijnamen voor customs zijn o.a. Klapstoel, Herafstapper en Slow motion.

## H

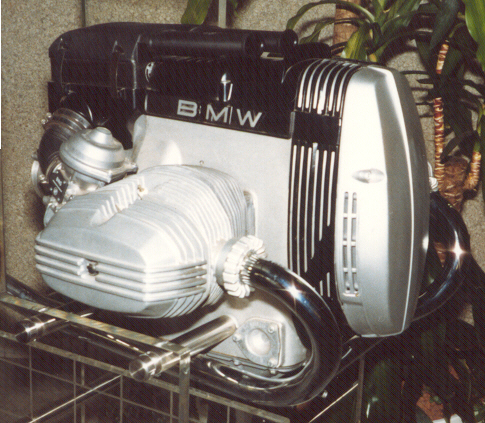
BMW met rechter "hangtiet"

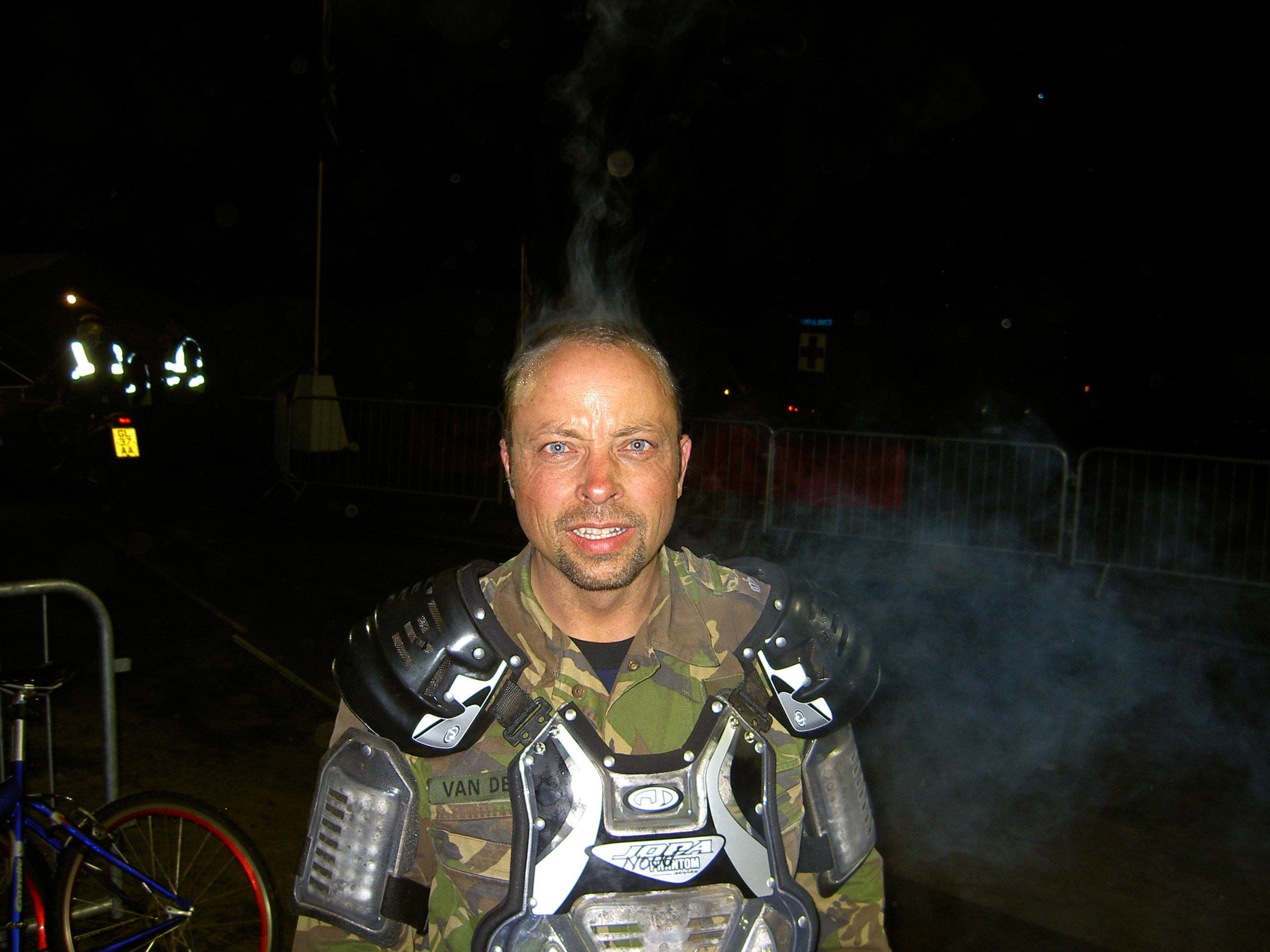
Van het harnas ga je niet zweten, van enduro rijden wel

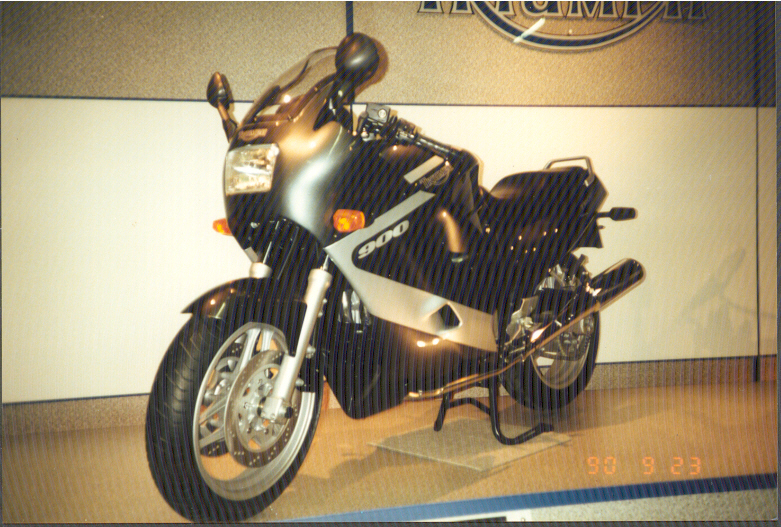
Trident 900: de eerste Hinkley Triumph

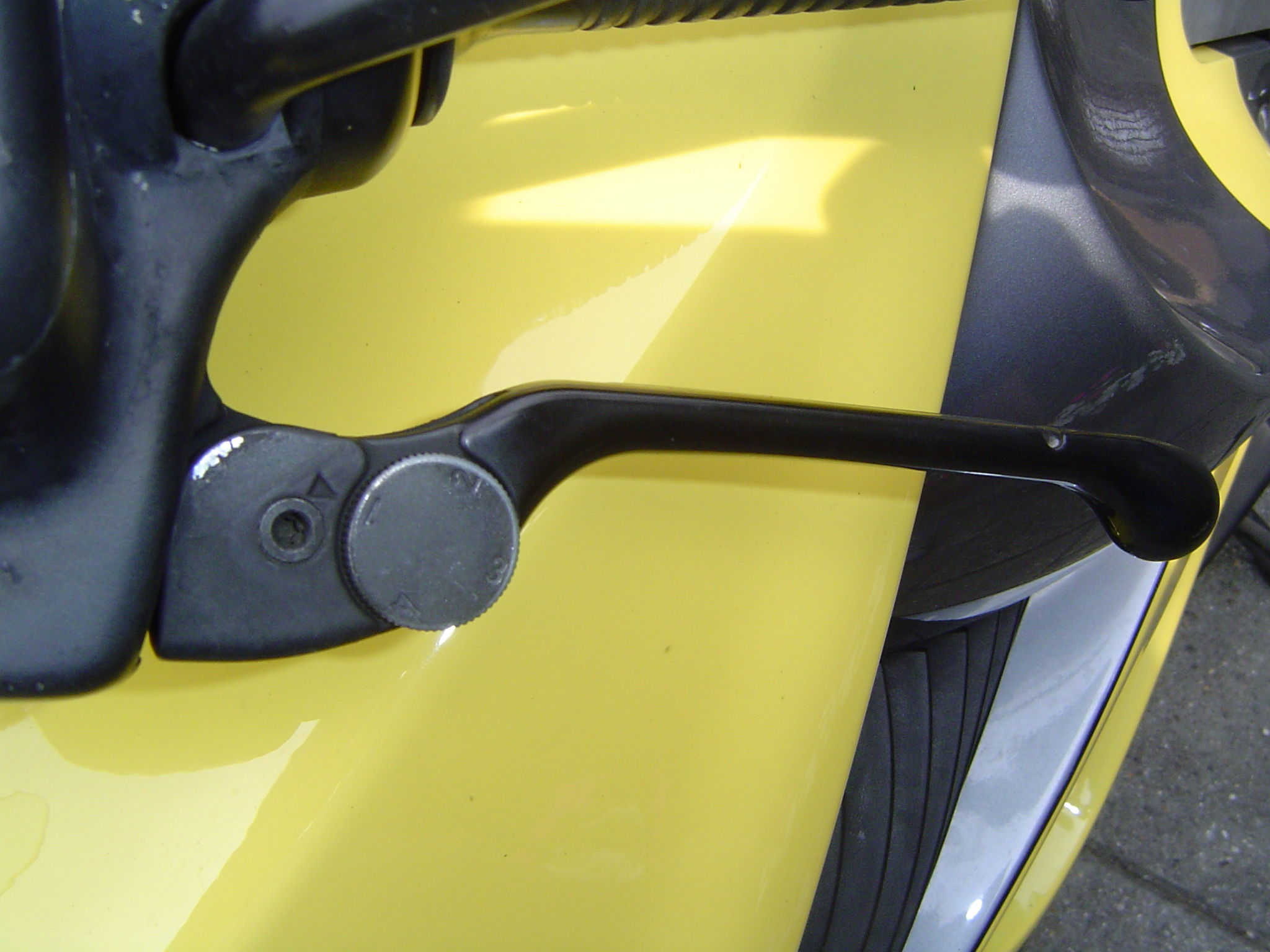
Hondenpoot hendel

Halve auto
Bijnaam voor de Honda GoldWing. Zeker de laatste modellen, daar zit zelfs een achteruit op. Zie ook Scania, Lead Wing en Bankstel op wielen, Touringcar
Halve liter
500cc-motor.
Hamamatsu Harley
Bijnaam voor de Suzuki Intruder-modellen. De Suzuki fabriek staat immers in Hamamatsu.
Hangtieten
Hangtieten zijn in de motortaal de cilinders van BMW-boxermotoren. Deze naam wordt vooral gebruikt door Moto Guzzi-rijders. De cilinders van een Moto Guzzi steken immers schuin omhoog, waardoor ze ook wel "tieten" genoemd worden.
Harley Eater
Bijnaam van de Indian-speedwaymachine uit het eind van de jaren twintig.
Harley Heaven
Voor Harley rijders gereserveerde ruimte bij het circuit van Daytona, waar ook de finale van de Just for kicks competition wordt gehouden.
Harnas
Bijnaam voor de Bodyprotector van motorcrossers en endurorijders.
Haru
Afkorting/bijnaam van wegracecoureur Haruchika Aoki.
Help Douwen
Spotnaam voor Harley-Davidson (HD).
Heart Attack
Een Heart-Attack (hartaanval) is een sprong bij Freestyle motocross. Hierbij houdt de rijder zwevend boven zijn motor één hand aan het stuur en de andere hand op het zadel. De benen zijn achterwaarts gestrekt. Als de benen opgetrokken en omhoog gestoken worden heet het een Indian Air.
Herafstapper
Spotnaam voor customs en met name de middelbare berijders ervan, de heropstappers. Ook wel: Slow motion, Gynaecologenstoel en Klapstoel genoemd.
Heuptasje
In het verleden gebruikt tasje voor endurorijders, waarin het boordgereedschap was opgeborgen. Tegenwoordig wordt het gebruik van heuptasjes afgeraden omdat ze bij valpartijen tot blessures kunnen leiden.
Hier Onder Niets Dan Afval
Spotnaam voor Honda.
Hinckley Triumph
Naam die in kringen van Triumph-eigenaren wordt gebruikt om de machines uit de "nieuwe" fabriek in Hinckley aan te duiden. Dit zijn de Triumphs vanaf 1992. Zie ook Meriden Triumph.
Hire-a-bus-a
(huur een busje). Nog voordat de Suzuki GSX 1300 R Hayabusa op de markt kwam had het Britse blad Performance Bikes deze bijnaam verzonnen.
Ho-ijzers
Remmen. Komt van de uitdrukking "(vol) in de ho-ijzers gaan" ((hard) remmen).
Hoed
Cilinderkop, zie ook Pet.
Hoefijzerhelm
Integraalhelm van het merk GPA die werd geopend door het hoefijzervormige kinstuk opzij te schuiven. Daardoor zijn andere sluitingen (middels een sluitkoord) overbodig.
HOG
Harley Owners Group. In 1983 door Willy G. Davidson opgerichte wereldwijde vereniging van Harley-Davidson-eigenaren. De club (ca. 180.000 leden) stelt Harley-Davidson in staat rechtstreeks contact met hun klanten te onderhouden.
Hog heaven
Harley-Davidson fabriek, Milwaukee, Wisconsin. Ook The Company, American Iron en Milwaukee Iron genoemd.
Hog
mannelijk varken. Bijnaam voor Harley-Davidsons. Zie ook chopped hog.
Hoge Onkosten Na Dure Aanschaf
Spotnaam voor Honda.
Hole-shot
Run bij dragrace met een perfecte start: reactietijd 0,000. De rijder is dan precies in het groene licht “gevallen”.
Hollister Bash
Legendarische vechtpartij uit 1947, tijdens een door de American Motorcyclist Association georganiseerd motortreffen waarbij een aantal outlaw bikers zich misdroegen. Het treffen vond plaats in Hollister (Californië). De Hollister bash stond model voor de film The Wild One met Marlon Brando.
Hondenpoothendel
Rem- of koppelingshendel in de vorm van de achterpoot van een hond. Door de “knie” is minder kracht nodig voor de bediening. Wordt ook wel knikhendel genoemd
Horsepower Run
Rit met motoren van vóór 1921, die elk jaar op de laatste zondag van april wordt verreden.
Horseshoe tank
Olietank van Harley-Davidson, die hoefijzervormig is omdat hij om de accu heen is gebouwd.
Horsham Hurricane
Bijnaam van wegracecoureur Kevin Magee, waarschijnlijk bedacht door de inwoners van zijn Australische woonplaats Horsham.
Houten Klazen Team
Spotnaam onder motoragenten voor collega's die escorte (moeten) rijden.
Houtje-touwtje fiets
Motorfiets die rijdend gehouden wordt met materialen die daar eigenlijk niet voor bedoeld zijn, zoals ijzerdraad.
Hubcap
Naafdop ter verfraaiing van de motor, als accessoire vooral op Harleys populair.
Hulk
Bijnaam van de Amerikaanse motorcrosser Danny Laporte.
Hundred Miler
Benaming voor motorfietsen die op het Brooklands Circuit een gemiddelde snelheid van 100 mijl of meer haalden. Deze motorfietsen verdienden een gouden ster. Zie ook Gold Star.
Hurley-Pugh
Fictief motormerk. Wie op internet kijkt, vindt daar de pagina's van de Hurley-Pugh Owners and Enthusiasts Club. De pagina's staan vol met kolderieke en onzinnige wetenswaardigheden over het Britse merk Hurley-Pugh.
Hurricane
Bijnaam van de Amerikaanse motorcrosser Bob Hannah.
Husky
Bijnaam voor Husqvarna.
HVA
Bij offroad- en endurorijders gebruikelijke afkorting voor HusqVarnA.

## I

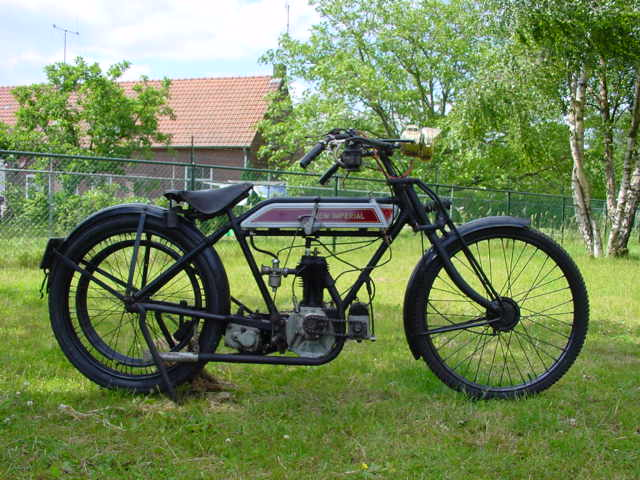
Impi of Iron Lion

Iceman
Bijnaam van de Amerikaanse wegracecoureur John Kocinsky, die ook wel The Kid werd genoemd.
Indian Air
zie Heart Attack.
IJscokar
Honda GoldWing voorzien van alle denkbeeldige opsmuk.
IJzer
Motorfiets.
Impi
Afkorting/bijnaam voor het merk New Imperial, die ook Iron Lion werden genoemd.
In je minuut klokken
Term uit de International Six Days Enduro (ISDE). Precies op tijd bij de tijdcontrole zijn.
In je minuut rijden
Term uit de ISDE, waarbij drie rijders uit verschillende teams in dezelfde minuut starten. Zij rijden bij elkaar in de minuut.
Inductieklos
Bobine. Deze werkt met elektromagnetische inductie.
Inter
Afkorting/bijnaam van de Norton 750/850 Interstate.
Invalidenknop
Spotnaam voor een elektrische starter, gebruikt door mensen die nog een kickstarter gebruiken.
Iron Lion
Bijnaam voor motorfietsen van het merk New Imperial, dat een leeuw in het beeldmerk voerde. De machines werden ook wel kortweg Impi genoemd.
Iron Man
Bijnaam, zowel voor de Indian coureur Ed Kretz als AMA-kampioen Gary Nixon (zie ook Number Nine). Ed Kretz won in 1937 de 200 mijlen van Daytona, waarbij hij het hele veld op een ronde reed.
Iron Redskin
zie Redskin.
Ironhead
Dit is de bijnaam voor de Harley-Davidson Sportster-modellen met Shovelhead-blok, dus het type vóór de Blockhead/Evo-blokken. Motorblokken van Harley-Davidson-motorfietsen hebben allemaal eigen bijnamen, zo is er de Alloy Head, de Blockhead, de Flathead, de Knucklehead, de Panhead en de Shovelhead.
Italiaans schroefje
Tie-wrapje.